# Radiotrón

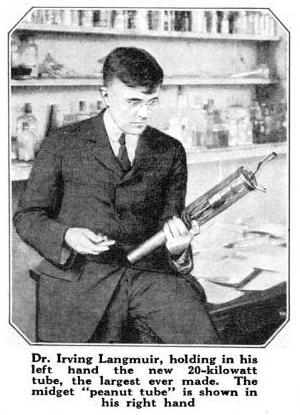
Irving Langmuir con un radiotrón en sus manos (1922)

El radiotrón es un tipo de válvula de vacío de alta potencia ideada en 1922 por el científico estadounidense Irving Langmuir (1881-1957). Fue diseñado para sustituir a los pesados equipos utilizados en las emisoras de radio.
Posteriormente, el nombre se utilizó comercialmente para designar una clase de lámparas de vacío, elemento clave de los receptores de radio domésticos, y que se utilizaba en distintos dispositivos amplificadores.

## Historia
El primer dispositivo en ser denominado radiotrón fue ideado por Irving Langmuir en 1922, y se trataba de un tubo de alta potencia ideado para su utilización en emisoras de radio.
Sin embargo, el nombre también se utilizó comercialmente para un tipo de válvula de vacío diseñada para su uso en dispositivos domésticos, alrededor de la que se desarrolló una guerra de patentes entre distintos inventores que habían diseñado tubos de vacío similares con distintos detalles técnicos, como el británico John Ambrose Fleming (1848-1945) (inventor de la válvula termoiónica); el estadounidense Lee De Forest (1873-1961) (que ya había patentado el audión en 1906); o el también estadounidense Elmer T. Cunningham (1889-1965), quien inició la producción masiva de estos dispositivos sin someterse a derechos de patente previos.
Fue en 1919, cuando la Radio Corporation of America (RCA) emprendió acciones legales contra Cunningham y su empresa (Radio Tron Corp.) por la violación de las patentes de Flemming y De Forest. La decisión de los Tribunales de California resultó muy favorable a Cunningham, que pudo seguir con sus actividades.
Sin embargo, en los años siguientes a la decisión del Tribunal, Cunningham pasó a desempeñar un papel importante en la actividad de la RCA. El conflicto se acabó solucionando con la fusión de las dos compañías. Según la publicación de la RCA "RCA una perspectiva histórica" de 1931, la compañía de Cunningham se convirtió en parte integral de la RCA, consolidándose la compañía Radiotron RCA, adquiriendo la RCA los derechos para el uso de la marca de Cunningham. Además, Elmer T. Cunningham se convirtió en parte de la organización de la RCA.

## Tubo de alta potencia
El dispositivo original diseñado por Langmuir (señalado por Guillermo Marconi como "el mayor desarrollo de la época") era un tubo de 20 kilovatios que contenía en su interior una rejilla, un filamento y una placa. El filamento era grande y robusto, y la placa, provista de una corriente continua de 20.000 voltios, era un cilindro metálico de 20,3 cm de largo y 3,8 cm de diámetro, sellado directamente en el vidrio del tubo.
Permitía emitir potentes ondas de radio con alcances de miles de kilómetros, reduciendo sensiblemente el tamaño de los equipos utilizados hasta entonces para este propósito.

## Válvula de vacío para receptores domésticos

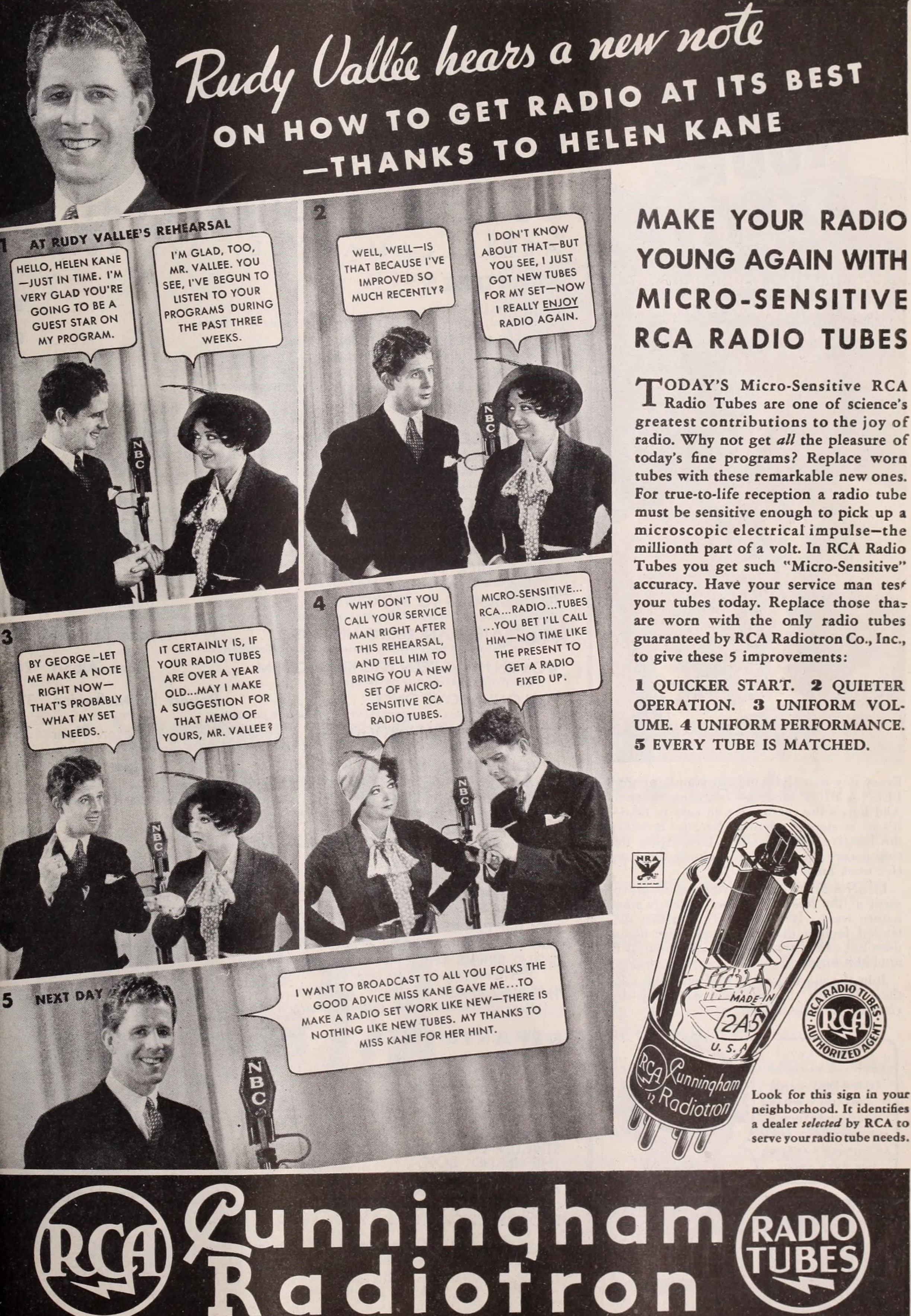
Cunningham Radiotron. Publicidad del tubo de vacío para radioreceptores domésticos, comercializado por la compañía RCA (1934).

Tras la gran difusión de las primitivas radios de galena en la década de 1920, la generalización del suministro eléctrico en los hogares y el avance de la tecnología de amplificación mediante tubos de vacío, permitió en la década de 1930 que los receptores de radio domésticos se hicieran cada vez más populares. Uno de los elementos clave de estos aparatos era la lámpara de vacío que permitía amplificar y rectificar las señales de amplitud modulada para convertirlas en sonido. En este sentido, disponer de válvulas de calidad como el radiotron, tal como se afirmaba en sus anuncios, permitía:
- Obtener un encendido del aparato más rápido (minimizando el tiempo de calentamiento de las lámparas de vacío)
- Mejorar la estabilidad del funcionamiento del receptor
- Mantener el volumen del sonido de salida sin saltos
- Prestaciones uniformes
- Los tubos estaban verificados

## Lecturas relacionadas
- The Wireless press for Amalgamated wireless valve company pty. ltd. (1941). The radiotron designer's handbook (en inglés) (3 edición). Fritz Langford-Smith. p. 352. Consultado el 20 de marzo de 2017.

- Datos: Q28974032